# Titularbistum Pederodiana
Pederodiana war eine antike Stadt in der römischen Provinz Byzacena bzw. Africa proconsularis in der Sahelregion von Tunesien.
Pederodiana ist ein ehemaliges Bistum der römisch-katholischen Kirche und heute ein Titularbistum.
| Titularbischöfe von Pederodiana |                        |                                       |                  |                   |
| Nr.                             | Name                   | Amt                                   | von              | bis               |
| 1                               | Alcides Mendoza Castro | Militärvikar von Peru (Peru)          | 12. August 1967  | 5. Oktober 1983   |
| 2                               | Fabián Marulanda López | Weihbischof in Ibagué (Kolumbien)     | 15. Juli 1986    | 22. Dezember 1989 |
| 3                               | Simon Ok Hyun-jjn      | Weihbischof in Gwangju (Südkorea)     | 12. Mai 2011     | 19. November 2022 |
| 4                               | Federico Wechsung      | Weihbischof in La Plata (Argentinien) | 25. Februar 2023 |                   |